# Juan José Cremades Fons
Juan José Cremades Fons († Mèxic, 1959) fou un advocat i polític valencià, diputat a les Corts Espanyoles durant la Segona República.

## Biografia
Cap al 1930 fou tresorer de la secció alacantina del Partit Republicà Radical Socialista i secretari de l'Ateneu Alacantí, i a les eleccions municipals espanyoles de 1931 fou escollit regidor i tinent d'alcalde d'Alacant per la Conjunció Republicano-Socialista.
A les eleccions generals espanyoles de 1933 no fou escollit i fou detingut arran de la vaga general del 5 d'octubre de 1934. El 1935 passà a Izquierda Republicana, amb el que fou elegit diputat per la província d'Alacant a les eleccions generals espanyoles de 1936.
Durant la guerra civil espanyola fou subsecretari de Governació i Obres Públiques, i en acabar s'exilià a França primer i a Mèxic després, on treballà en el diari Mediterrani.